# Phalaca ikonnikovi
Phalaca ikonnikovi är en insektsart som beskrevs av Willy Adolf Theodor Ramme 1941. Phalaca ikonnikovi ingår i släktet Phalaca och familjen gräshoppor. Inga underarter finns listade i Catalogue of Life.